# Killbuck
Killbuck ist ein Village in Holmes County im Amish Country des US-Bundesstaates Ohio. Es wurde nach eigenen Angaben im Jahr 1874 gegründet. Die Volkszählung von 2020 erfasste 810 Einwohner.

## Lage
Der Ort liegt bei den Koordinaten 40° 29' 45.94" Nord 81° 58' 56.24" West auf einer Höhe von 263 Metern über dem Meeresspiegel. Die 0,9 km² große Fläche des Gebietes enthält laut Census keinen Anteil an Wasserfläche. Westlich fließt der Killbuck Creek, entlang der Ostgrenze verläuft die US-62. Durch den Ort führt die Ohio State Route OH-60.